# Władysław Gałka
Władysław Gałka (ur. 22 czerwca 1932 w Pawłowie, zm. 4 kwietnia 2002 w gminie Kaźmierz) – polski agronom, poseł na Sejm PRL IV i V kadencji.

## Życiorys
Posiadał wykształcenie wyższe. Był agronomem gromadzkim, a następnie prezesem Powiatowego Związku Kółek Rolniczych w Szamotułach. W 1965 i 1969 uzyskiwał mandat posła na Sejm PRL w okręgu Szamotuły z ramienia Zjednoczonego Stronnictwa Ludowego. Pełnił funkcję sekretarza Sejmu IV kadencji. Przez dwie kadencje zasiadał w Komisji Rolnictwa i Przemysłu Spożywczego, a w trakcie V kadencji ponadto w Komisji Przemysłu Ciężkiego, Chemicznego i Górnictwa.
Został pochowany na cmentarzu parafialnym w Kaźmierzu.

## Odznaczenia
- Złoty Krzyż Zasługi
- Odznaka 1000-lecia Państwa Polskiego (1966)[2]